# 常山 (植物)
常山（學名：Dichroa febrifuga），別稱白常山、黃常山、雞骨常山、狗骨常山、 茗葉常山、南常山、土常山、大常山、恆山、大金刀、鴨屎草、雞屎草、雞尿草、雞骨風、雞骨黃山、雞骨木、風骨木、 擺子藥、翻天印、黃常見、樹盤根、果拜扭、野蘭子、一枝蘭、一枝藍、互草、蜀漆、甜茶、 窩逼逼裡、過擺留及俄比比尼等，為繡球花科常山屬植物，種加詞  febrifuga 意為「解熱的，退熱的 」。全株有毒，誤服過量可致嘔吐、腹瀉及頭昏等症狀。因一位住在常山的和尚發現其醫藥用途，故而命名為常山。

## 分佈
本種現分佈於亞洲的中國、台灣、日本琉球群島、越南、緬甸、泰國、柬埔寨、老撾、馬來西亞、印尼、菲律賓、印度、尼泊爾、不丹等地。中國國內分於廣西、廣東、香港、福建、四川、安徽、湖南、湖北、甘肅、江西、陝西、西藏、貴州等省區，本種喜生於山野、林邊、溝邊等陰濕之處，亦有人工栽種。

## 形態特徵
常山是一種落葉灌木植物，高約0.4－2公尺。主根圓柱形，常為彎曲，粗壯，木質化，表皮灰棕或黃棕色，斷面黃色，粗約1.5厘米，長約30厘米以上；莖枝直立，圓形，綠色，幼時披黃色短毛，具明顯的節；小枝圓柱形或稍有4鈍棱，無毛或疏披黃色微柔毛，表面綠色，帶紫色，稍肉質。

### 葉
葉為長圓形、橢圓形、倒卵狀橢圓形、闊披針形，少為披針形，形狀差異大，單葉對生，頂端短漸尖，基部楔形，邊緣疏披或密披鋸齒或小齒，表面深綠色，無毛或披黃色柔毛，背面有時稀疏短柔毛，葉中脈表面凹陷，網脈表面不明顯，側脈每邊8－10對，稍為彎拱向上，長約5－25厘米，寬約2－10厘米；葉柄無毛或有時疏披短柔毛，長約1－5厘米。

### 花果
花為兩性花，藍色或青紫色，密生而排列成近圓錐狀傘房花序，頂生或長於枝條頂端的葉腋，披細柔毛，長可達8厘米；花蕾時近球形，盛開時花直徑約1厘米；花序梗密披棕黃色短柔毛，長約2厘米；小花梗披短柔毛，長約3－5毫米；苞片線狀披針形，早落；花萼倒圓錐形，淡藍色，長約4毫米；萼片4－7枚，寬三角形，急尖，密披棕色細柔毛；花瓣長圓狀橢圓形或卵形，藍白色，頂端鈍，基部截形，4－7枚，近肉質，無毛，花開時反卷，長約8毫米，寬約3毫米；雄蕊10－20枚，長於花瓣基部，半數與花瓣對生；花絲扁平，常有斑點，初時與花瓣貼着，其後分離，長約2－6毫米；花藥近長橢圓形，藍色，無毛，2室縱裂，於花蕾時藥室的背部貼着花絲；雌蕊1枚；子房半下位，長圓形，藍色，1室，胚珠多數；花柱棒狀，4－6枚，初為基部合生，上半部擴大，長約2毫米；柱頭長橢圓狀卵形。果為漿果，卵球形，成熟時深藍色，乾後變為黑色，直徑約4－7毫米；具宿存的花柱及萼片；種子多數，長約1毫米，種皮具網紋。

## 醫藥用途

### 根莖
本種以乾燥根莖入藥，中藥名為常山，始載於《神農本草經》，列為下品，《神農本草經》中原文記載為「常山，味苦，寒；主傷寒寒熱；熱發溫瘧；鬼毒；胸中痰結，吐逆。一名互草。生川谷。」。藥材主產於四川、貴州、湖南、湖北、廣西等省區，味苦、辛，性寒，有毒，歸肺、心、肝經，為中醫傳統治療瘧疾的藥物，但副作用較大。具截瘧、祛痰、散結、清熱解毒、燥濕利痰、活血止痛等功效，主治瘧疾、傷寒、傷寒引致的發燒、發燒造成的神志異常、腹痛、欲吐不能、胸膈脹滿、宿食難消、老痰積飲、熱毒瘡瘍、風濕痹痛、經閉痛經、跌打損傷等。現代藥理研究表明常山中的活性成份黃常山鹼為抗瘧的有效成份，常山具抗瘧、抗阿米巴原蟲、抗病毒感染、抗炎、抗腫瘤、降血壓、殺滅滴蟲、催吐、解熱等作用，水浸膏對雞瘧具顯著療效，臨床應用於結腸炎、病毒性肝炎、急性闌尾炎、慢性盆腔炎、高膽紅素血症等治療上。但因有催吐的副作用，孕婦忌用；老年體弱者慎服；因易損傷真氣，故久病體弱及氣虛者不宜服用。

### 枝葉
本種以枝葉入藥，中藥名為蜀漆，《神農本草經》中原文記載為「蜀漆，味辛，平。主瘧及欬逆寒熱；腹中癥堅、痞結積聚；邪氣蛊毒、鬼疰。生川谷。」，味辛，性平，有毒，具開通氣血、通利水道等功效，主治瘧疾、咳嗽氣喘、時冷時熱、欲吐不能、胸膈脹滿、老痰積飲、咳逆寒熱等，現代藥理研究表明蜀漆與常山藥效基本相同。

## 藥材鑑定
中藥常山以乾燥根莖入藥，於秋季採挖，清除鬚根等雜質後洗淨曬乾；本品呈圓柱形，質地堅硬，枯瘦光滑，不易折斷，折斷時有粉塵飛揚，呈乾柴狀；表皮棕黃色，剝落處露出淡黃色木部，木化程度高，橫切面黃白色，呈放射狀，射線類白色；表皮容易剝落，具細縱紋；常呈彎曲扭轉，或有分枝，形如雞骨狀，直徑約0.5－2厘米，長約9－15厘米；氣微，味微苦，無臭；傳統經驗則認為以質地堅硬及斷面色淡黃色者為佳。本品種載錄於《中國藥典》2005年版，定為中藥常山的法定原植物來源種，主要透過性狀、組織粉末特徵等鑒別資料，以控制藥材的質量。

## 毒性
本品全株具毒性，服用10克乾燥的根部足以導致中毒，毒性成份為常山鹼，常山鹼對迷走神經及交感神經末梢起刺激作用，並會破壞黏膜，引致腸胃道出血等症狀，中毒症狀包括噁心、嘔吐、腹痛、腹瀉、吐血、便血、低血壓、心悸、心律不正、循環系統衰竭，嚴重甚至死亡。

## 延伸阅读
[在维基数据编辑]
 《欽定古今圖書集成·博物彙編·草木典·常山部》，出自陈梦雷《古今圖書集成》
 《植物名實圖考·常山》，出自吳其濬《植物名實圖考》

## 外部連結
- 雷祥麟：〈常山：一個新抗瘧藥的誕生 （页面存档备份，存于）〉。
- 常山 Changshan （页面存档备份，存于） 藥用植物圖像數據庫 (香港浸會大學中醫藥學院) （中文）（英文）
- 常山 中藥材圖像數據庫  (香港浸會大學中醫藥學院) （中文）（英文）
- 常山 Chang Shan （页面存档备份，存于） 中藥標本數據庫 (香港浸會大學中醫藥學院) （繁體中文）（英文）
- （简体中文）. 植物通.   [November 19, 2011].
- （简体中文）. 中國植物圖像庫.   [November 19, 2011].[]
- （简体中文）. 中國自然標本館 物種相冊.   [November 19, 2011].[]

 维基共享资源上的相關多媒體資源：常山
 維基物種上的相關：常山